# Neoacla clandestina
Neoacla clandestina är en insektsart som först beskrevs av Nischk och D. Otte 2000.  Neoacla clandestina ingår i släktet Neoacla och familjen syrsor. Inga underarter finns listade i Catalogue of Life.